# Lauritz Esmarch
För andra betydelser, se Esmarch.
Lauritz Esmarch, född 15 maj 1765 i Houlbjerg (Hovlbjærg) nära Århus, död 1 november 1842, var en dansk lantmätare, bror till Jens Esmark.
Esmarch avlade 1795 dansk juridisk examen, 1796 lantmätarexamen och erhöll året därpå uppdrag som lantmätare, men blev dessutom volontär, senare kopist och fullmäktig i räntekammaren. År 1803 utnämndes han till lantbrukssekreterare och chef for Jyllands och Lollands lantbrukskontor. Som sådan utarbetade han på kunglig befallning, stödd på kollegialakter, Historisk efterretning om sandflugten i Jylland (1817, även på tyska samma år). I denna påvisar han noggrannare grunden till sandflyktens stora ödeläggelser och ger anvisning till dess begränsning genom planteringar.
Tillsammans med Hans Christian Ørsted bereste han på kunglig befallning Bornholm 1818 och 1819 för att studera därvarande stenkollager och järnmalm, och resultatet härav framträder i Beretning om en undersøgelse over Bornholms mineralrige (1-2, 1819-20). Kommissionen, som förutom Ørsted och Esmarch även bestod av bergmästare Münster, som dock befann sig på resa i Norge och därför ersattes av dåvarande studenten Johan Georg Forchhammer, ett för hela projektet mycket gynnsamt steg. Det framgår även i själva avhandlingen, att vad det geologiska beträffar, är den tämligen präglad av Forchhammer. Avhandlingen ger en mängd värdefulla iakttagelser, men de teorier som utvecklas i denna blev snabbt föråldrade. Hur stor del Esmarch hade i arbetet låter sig knappast avgöras. Förutom dessa berättelser är Esmarch endast författare till en enda tidskriftsartikel med praktiskt innehåll. Han blev 1819 förste medlem av lantmätarexamenskommissionen, 1822 kommitteret i räntekammaren och 1826 etatsråd.